# Injeção de água (produção de petróleo)
Injeção de água (também na literatura water flooding, em inglês "inundação de água"),  refere-se ao método na indústria de petróleo onde água é injetada no reservatório, normalmente para aumentar a pressão e desse modo estimular a produção. Poços de injeção de água pode ser encontrada tanto em terra (onshore) como submarinos (poços de plataforma petrolífera, offshore), para aumentar a recuperação de petróleo de um reservatório existente.
Água é injetada (1) para manter a pressão do reservatório (também conhecido como substituição de porosidade), e (2) para varrer ou deslocar a partir do reservatório o óleo, e empurrá-lo para um poço.
Normalmente, apenas 30% do óleo no reservatório pode ser extraído, mas injeção de água aumenta esta percentagem (conhecido como fator de recuperação) e mantém a taxa de produção de um reservatório ao longo de um período mais longo.
A injeção de água iniciou acidentalmente em Pithole, Pensilvânia em 1865, tornando-se comum na Pensilvânia nos anos 1880.